# Большая Гремячая (приток Сухоны)
Большая Гремячая — река в России, протекает в Вологодской области, в Нюксенском районе. Устье реки находится в 173 км по правому берегу реки Сухона. Длина реки составляет 11 км.
Исток Большой Гремячей находится в лесах, в 15 км к югу от Нюксеницы. Течёт по лесной, ненаселённой местности сначала на северо-запад, затем на северо-восток. За 300 метров до устья принимает справа свой крупнейший приток — Малую Гремячую. Впадает в Сухону 8 километрами выше Нюксеницы.

## Данные водного реестра
По данным государственного водного реестра России относится к Двинско-Печорскому бассейновому округу, водохозяйственный участок реки — Северная Двина от начала реки до впадения реки Вычегда, без рек Юг и Сухона (от истока до Кубенского гидроузла), речной подбассейн реки — Сухона. Речной бассейн реки — Северная Двина.
По данным геоинформационной системы водохозяйственного районирования территории РФ, подготовленной Федеральным агентством водных ресурсов:
- Код водного объекта в государственном водном реестре — 03020100312103000009005
- Код по гидрологической изученности (ГИ) — 103000900
- Код бассейна — 03.02.01.003
- Номер тома по ГИ — 03
- Выпуск по ГИ — 0